# 埃伯哈德·迪普根
埃伯哈德·迪普根（德語：Eberhard Diepgen，1941年11月13日—）是德國政治人物，隸屬德國基督教民主聯盟。他於柏林自由大學攻讀法律。1984年至1989年，他是西柏林市長，1991年至2001年再度擔任柏林市長。